# 施阿兰
奥古斯特·热拉尔（法語：Auguste Gérard，1852年3月28日—1922年9月17日），汉名施阿兰，是法国的外交官，曾担任驻清朝公使。